# Grupo de Rodas 12264

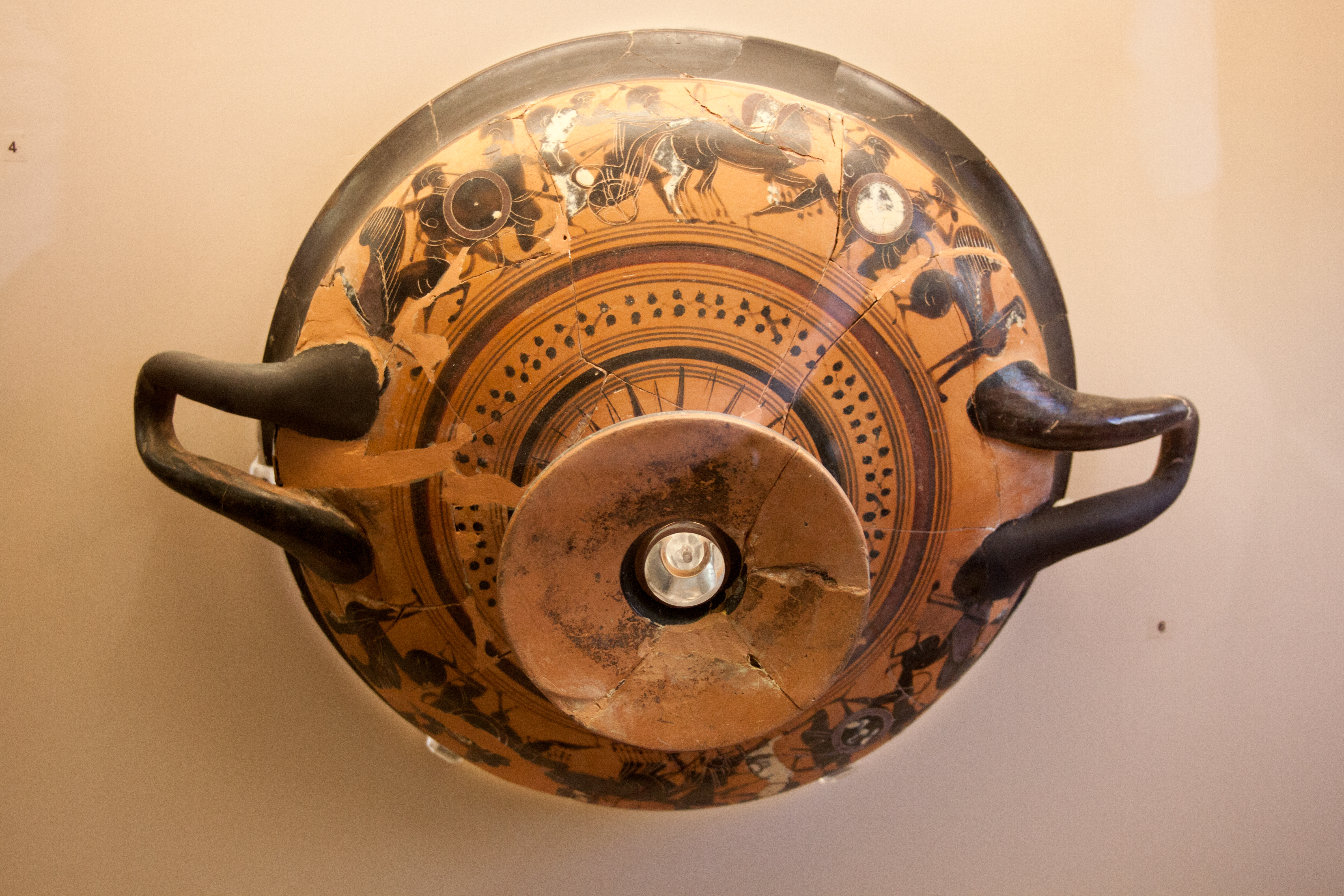
Copa de Droop, Grupo de Rodas (540-520 a. C.).

El Grupo de Rodas 12264 es un grupo de pintores de vasos áticos de figuras negras, activos en Antigua Atenas a mediados del siglo VI a. C.. Pertenecen a los llamados Pequeños maestros. El grupo recibe su nombre de la Copa Droop inv. 12264 del Museo Arqueológico de Rodas. Pintaban exclusivamente kílices, principalmente copas Droop con frisos en la zona del asa.